# Teuve
Teuve fue un proveedor de contenidos para la televisión de pago en España, así como una de las mayores productoras de canales de televisión temáticos en España, antiguamente conocida como Mediapark o Factoría de Canales y que guardaba una estrecha relación con el cableoperador ONO.
Sus once canales de pago se distribuían en las principales plataformas de televisión de pago por cable y ADSL, como ONO (cuenta con todos sus canales), Movistar TV, Orange TV, Euskaltel, R y TeleCable, así como decenas de plataformas locales de cable y plataformas de cable histórico.
En abril de 2010, la compañía Chello Multicanal cerró la compra de Teuve incorporando a su oferta todos los canales de esta última.
Con esta operación, Chello Multicanal pasó a convertirse en la mayor productora de canales temáticos de España.

## Oferta de canales
Los siguientes canales pertenecen actualmente a Chello Multicanal tras la compra de Teuve.
La oferta de canales de Teuve era la siguiente:
- MGM: Canal de cine.Se trata de una joint venture con la Metro-Goldwyn-Mayer y emite las películas del fondo del estudio y de sus compañías subsidiarias.

- Extreme:Es un canal de cine de géneros con un denominador común, la acción(policiaco y supense, ciencia ficción, aventuras, bélico, artes marciales. Hasta noviembre de 2006 se conocía por Showtime Extreme.

- CTK: Canal de cine independiente, de autor y "de culto", que emite sobre todo producciones europeas. La mayoría de sus emisiones se realizan en Versión Original Subtitulada.

- Somos: Canal de cine exclusivamente español.

- Canal 18 (España): Canal de cine X que emite en la franja nocturna del canal Buzz Rojo, dos películas por noche, mezclando géneros, tanto heterosexual, como gay y bisexual. Anteriormente la franja de cine X empezaba a partir de medianoche y el resto del día emitía películas de terror. La franja de terror se denominó Dark y el canal se conoció como Dark/Canal 18 a partir de noviembre de 2006.

- Buzz Rojo: Canal de cine, series y entretenimiento. Cuenta con Canal 18 en su franja nocturna. Antiguo Dark/Canal 18 que se fusionó con Buzz en julio de 2009.

- Natura: Emite documentales de naturaleza durante las 24 horas del día.

- KidsCo (España): Canal de temática infantil .Es de propiedad de la productora NBC Universal, propietaria de los otros canales KidsCo en el mundo. Era el antiguo canal Kitz, sucesor de los antiguos canales Super Ñ y Super 3.Teuve vendió Kits a NBC Universal pero gestiona el canal.

## Canales desaparecidos
- Dark: Se especializaba en cine de terror y suspense, así como series televisivas del mismo género. Compartía la señal con Canal 18, que empezaba sus emisiones a medianoche. Desapareció el 1 de julio de 2009 para pasar a ser Buzz Rojo.

- Kitz: Emitía programas y contenidos infantiles. Sustituyó a Super Ñ el 1 de noviembre de 2006 y fue sustituido por KidsCo el 1 de mayo de 2008.

- PachaTV: Bajo la popular marca emite música de todos los géneros aunque prestando especial atención al pop, al dance y al electro, desapareció el 29 de julio de 2010, ya que emitía una programación similar a la de su canal hermano Sol Música.

- CineStar: El canal de cine mayoriatario, principalmente norteamericano que va de los años ochenta hasta la actualidad, aunque programa a veces películas anteriores a los años 80. desapareció el 30 de septiembre de 2010, ya que emitía una programación similar a la de su canal hermano Canal Hollywood.

- Buzz Negro: Emite la misma programación que Buzz Rojo pero con una hora de retraso y no cuenta con Canal 18. Está destinado a paquetes inferiores de televisión de pago. El 1 de febrero de 2011 finalizan sus emisiones para comenzar a emitir el canal Crimen & Investigación .